# مصيف صلاح الدين
مصيف صلاح الدين مدينة سياحية تقع على بعد 10 كيلومتر من شمال شرق مدينة أربيل وترتفع عن
مستوى سطح البحر بـ 1120 متر وتعتبر مكان إقامة مسعود برزاني وعائلته، ويتراوح عدد سكانها حوالي الـ 120 ألف نسمة وتعتمد هذه المدينة على السياح الذي يزوروها. ويفتح مصيفها مرة واحدة في السنة وتحديداً في 21 من مارس في عيد نوروز.